# E19号線
E19号線 (E19ごうせん、英: European route E19)は 欧州自動車道路のAクラス幹線道路。
オランダのアムステルダムを基点にフランスのパリまでを結ぶ。

## 経路
- オランダ
  - E22号線,E35号線,E231号線 - アムステルダム
  - E30号線 - デン・ハーグ
  - E25号線,E31号線 - ロッテルダム
  - E311号線,E312号線 - ブレダ
- ベルギー
  - E17号線,E34号線,E313号線 - アントウェルペン
  - E40号線,E411号線 - ブリュッセル
  - E42号線 - モンス
- フランス
  - ヴァランシエンヌ
  - E46号線,E50号線,E420号線 - カンブレー
  - E05号線,E15号線,E50号線,E54号線 - パリ